# Consoude (plante médicinale)
Taxons concernés
Dans la famille des Boraginaceae :
- le genre Symphytum

Dans la famille des Ranunculaceae
- Consolida regalis

Dans la famille des Lamiaceae
- Ajuga reptans
- Prunella vulgarismodifier

Le mot consoude est un terme du vocabulaire courant qui désigne plusieurs espèces de plantes médicinales. Ce nom ne correspondant pas à un niveau précis de la classification scientifique des espèces, il s'agit d'un nom vernaculaire dont le sens est ambigu en biologie. Toutefois, en disant « consoude » les francophones font le plus souvent référence à la Consoude officinale (Symphytum officinale) appelée aussi Grande consoude.

## Physiologie, comportement et écologie
Les caractéristiques générales des consoudes de cette liste sont limitées à des propriétés supposées cicatrisantes, favorisant la coagulation du sang ou antiseptiques. Certaines étaient donc classées au Moyen-Âge dans un genre nommé Consolida, qui incluait des Delphinium et des Symphytum. Par exemple Symphytum officinale a été nommée anciennement Consolida major et Delphinium consolida est synonyme de Consolida regalis. Selon l'espèce, ces plantes présentent donc des différences importantes : voir les articles détaillés pour plus d'informations sur leur description ou leur utilisation.

## Noms français et noms scientifiques correspondants
Liste alphabétique de noms vulgaires ou de noms vernaculaires attestés en français.

Note : certaines espèces ont plusieurs noms et figurent donc plusieurs fois dans cette liste. Les classifications évoluant encore, certains noms scientifiques ont peut-être un autre synonyme valide. 
En gras, les espèces les plus connues des francophones.
- Consoude - Diverses espèces du genre Symphytum, et hybrides Symphytum x uplandicum[5],[6], mais désigne traditionnellement l'espèce Symphytum officinale[3].
- Consoude à bulbe - Symphytum bulbosum[5],[6]
- Consoude à grandes fleurs - Symphytum grandiflorum[6]
- Consoude à nombreuses fleurs - Symphytum floribundum [5],[6]
- Consoude à tubercules - voir Consoude tubéreuse[5],[6]
- Consoude bleue - Symphytum x caeruleum[5],[6]
- Consoude bulbeuse - voir Consoude à bulbe[6]
- Consoude du Caucase (ou Consoude de Caucase) - Symphytum caucasicum[7]
- Consoude d'Hyères -  Symphytum x hyerense[5],[6]
- Consoude d'Orient - Symphytum orientale[5],[6]
- Consoude commune - voir Consoude officinale[8]
- Consoude feuillée - Symphytum x foliosum[5],[6]
- Consoude hérissée - voir Consoude rude[5],[6]
- Consoude moyenne - Ajuga reptans[3],[6]
- Consoude officinale - Symphytum officinale[3],[9],[8],[6]
- Consoude panachée - voir Consoude d'Upland[10]
- Consoude royale - Delphinium consolida[3],[6]
- Consoude rude - Symphytum asperum[11],[6]
- Consoude rugueuse - voir Consoude rude[11]
- Consoude de Russie - désigne notamment Symphytum peregrinum[3]. Toutefois le terme de « consoude de Russie » n'est pas réservé à une espèce précise. Il s'agit en réalité d'une appellation populaire fourre-tout qui comprend des variétés de grand développement pour un usage agricole, aussi bien hybrides que non, et importées de Russie en Angleterre dans le but d'un usage agricole.
- Consoude tubéreuse - Symphytum tuberosum[12],[6]
- Consoude d'Upland - Symphytum uplandicum[10]
- Consoude voyageuse - Symphytum peregrinum[3],[6] ou Symphytum uplandicum[10]
- Dauphinelle Consoude - voir Consoude royale[5],[6]
- Grande consoude - voir Consoude officinale[3],[9],[8],[5],[6]
- Petite consoude - voir Consoude moyenne[3],[6] ou Prunella vulgaris[6]